# 이준혁 (야구 선수)
이준혁(2003년 6월 30일 ~ )는 KBO 리그 NC 다이노스의 투수이다.

## NC 다이노스시절
2022년에 입단하였다. 2025년 5월 3일 롯데 자이언츠와의 경기에 구원 등판하며 데뷔 첫 경기를 치렀고, 경기에서 1⅔이닝 4피안타(1피홈런) 1실점을 기록했다.

## 출신 학교
- 포곡초등학교
- 성일중학교
- 율곡고등학교